# Brace Beemer
Brace Beemer, né le 9 décembre 1902 et mort le 1er mars 1965, est un acteur américain.

## Biographie
Brace Beemer est principalement connu pour avoir été la vedette de l'émission radiophonique The Lone Ranger, sur les ondes de 1941 à 1954. Beemer joue aussi dans plusieurs films, dont dans toute une série du même personnage qu'il avait interprété à la radio.
Brace Beemer prend sa retraite à Oxford, au Michigan, et y a élevé des chevaux pur-sang dans son ranch de 300 acres, le Paint Creek Acres, jusqu'à sa mort en 1965.